# Districtul Lüneburg
Districtul Lüneburg este un district rural (în germană Kreis) situat în landul Saxonia Inferioară, Germania. 
1. 1 2 3  GeoNames